# Санкање на Зимским олимпијским играма 2010.
Такмичење у сањкању на Зимским олимпијским играма 2010. у Ванкуверу одржано је у Клизачком Вислер центру између 23. и 17. фебруара 2010.

## Дисциплине
На играма у Ванкуверу 2010. такмичење у санкању одржало се у три дисциплине, појединачно и у пару за мушкарце и појединачно за жене.

## Сатница такмичења
| Сан    | Датум                       | Старт | Финиш | Дисциплинат | Фаза        |
| ------ | --------------------------- | ----- | ----- | ----------- | ----------- |
| 2. дан | субота, 13. фебруар 2010    | 17:00 | 20:35 | мушкарци    | 1 и 2 вожња |
| 3. дан | недеља, 14. фебруар 2010    | 13:00 | 16:50 | мушкарци    | 3 и 4 вожња |
| 4. дан | понедељак, 15. фебруар 2010 | 17:00 | 19:55 | жене        | 1 и 2 вожња |
| 5. дан | уторак, 16. фебруар 2010    | 13:00 | 16:10 | жене        | 3 и 4 вожња |
| 6. дан | среда, 17. фебруар 2010     | 17:00 | 19:15 | парови      | 1 и 2 вожња |

## Земље учеснице
Учествовало је 108 такмичара из 25 земаља.
Грузијски репрезентативац у санкању Нодар Кумариташвили погинуо је на тренингу дан пред отварање игара када је излетео са стазе и ударио главом у стуб.
| Земља                | Мушкарци | Жене | Парови | Укупно учесника |
| -------------------- | -------- | ---- | ------ | --------------- |
| Аргентина            | 1        | 0    | 0      | 1               |
| Аустралија           | 0        | 1    | 0      | 1               |
| Аустрија             | 3        | 2    | 2      | 9               |
| Бугарска             | 2        | 0    | 0      | 2               |
| Канада               | 3        | 3    | 2      | 10              |
| Чешка Република      | 2        | 0    | 1      | 4               |
| Француска            | 1        | 0    | 0      | 1               |
| Уједињено Краљевство | 1        | 0    | 0      | 1               |
| Грузија              | 2*       | 0    | 0      | 1               |
| Немачка              | 3        | 3    | 2      | 10              |
| Индија               | 1        | 0    | 0      | 1               |
| Италија              | 3        | 1    | 2      | 8               |
| Јапан                | 1        | 2    | 0      | 3               |
| Јужна Кореја         | 1        | 0    | 0      | 1               |
| Летонија             | 3        | 3    | 2      | 10              |
| Молдавија            | 1        | 0    | 0      | 1               |
| Пољска               | 1        | 1    | 0      | 2               |
| Румунија             | 1        | 2+   | 2      | 7               |
| Русија               | 3        | 3    | 2      | 10              |
| Словенија            | 1        | 0    | 0      | 1               |
| Швајцарска           | 1        | 1    | 0      | 2               |
| Словачка             | 1        | 2    | 1      | 5               |
| Кинески Тајпеј       | 1        | 0    | 0      | 1               |
| Украјина             | 0        | 2    | 2      | 6               |
| САД                  | 3        | 3    | 2      | 10              |
| Укупно: 25           | 39       | 29   | 20     | 108             |

*Грузијски санкаш Нодар Кумариташвили погинуо је на тренингу па је и његов партенер у сањкању парова Леван Гурешидзе морао одустати.

+Румунска санкашица Виолета Страматурару одустала је од такмичења, после лакшег потреса мозга који је добла када је на тренингу пала са санки.

## Освајачи медаља по дисциплинама
| Дисциплина                  | Злато                                   | Сребро                          | Бронза                                |
| Мушкарци појединачно детаљи | Феликс Лох Немачка                      | Давид Мелер Немачка             | Армин Цегелер Италија                 |
| Мушки парови детаљи         | Андреас Лингер Волфганг Лингер Аустрија | Andris Šics Juris Šics Летонија | Патрик Лајтнер Александер Реш Немачка |
| Жене појединачно детаљи     | Татјана Хифнер Немачка                  | Нина Рајтмајер Аустрија         | Натали Гајзенбергер Немачка           |

## Биланс медаља
| Ранг | Држава     | Злато | Сребро | Бронза | Укупно |
| 1    | Немачка    | 2     | 1      | 2      | 5      |
| 2    | Аустрија   | 1     | 1      | 0      | 2      |
| 3    | Летонија   | 0     | 1      | 0      | 1      |
| 4    | Италија    | 0     | 0      | 1      | 1      |
|      | Укупно (4) | 3     | 3      | 3      | 9      |